# UZ Fornacis

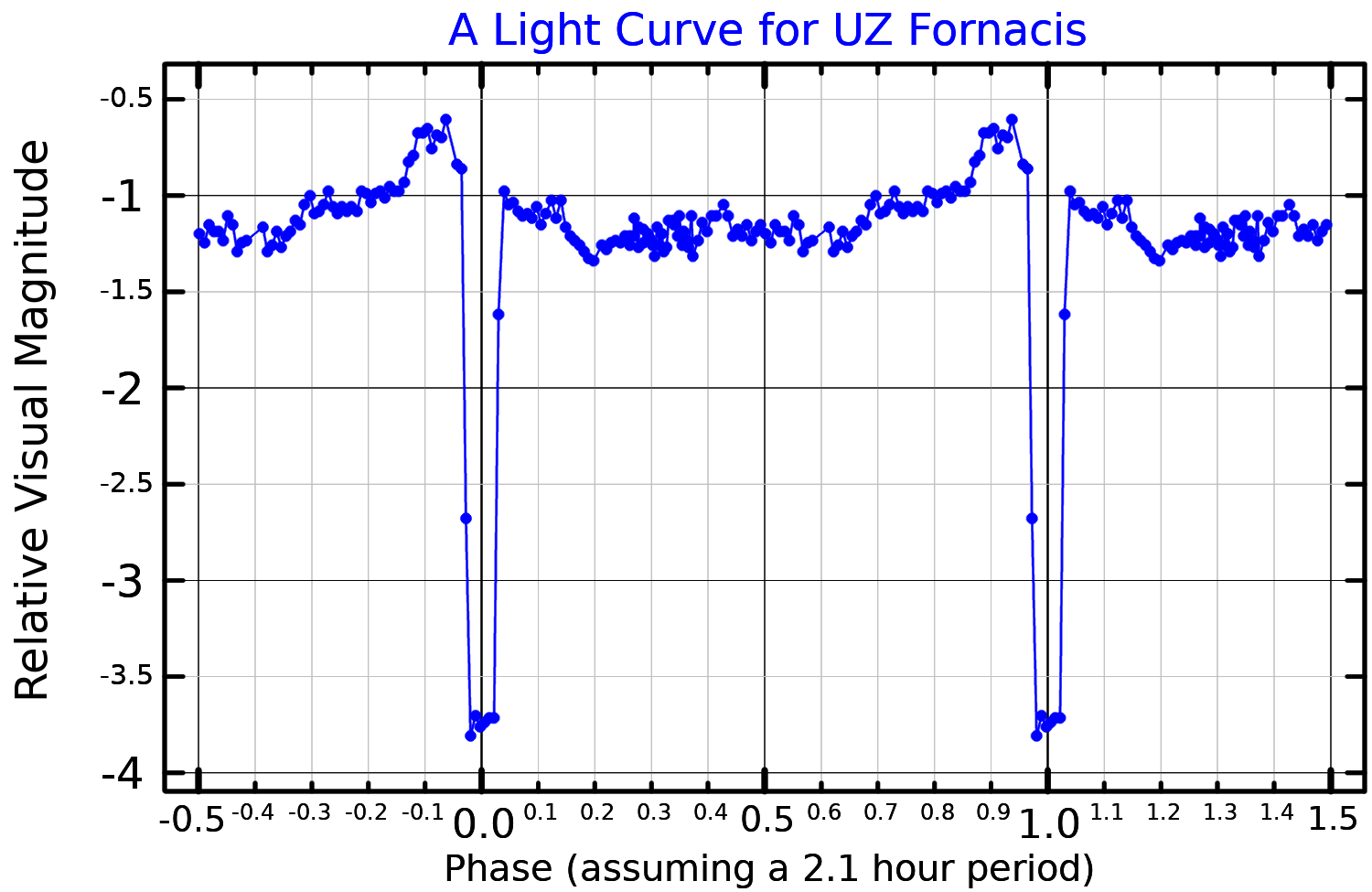
Une bande visuelle de la courbe de lumière de UZ Fornacis. Adapté de Dai et al. (2010)

UZ Fornacis (en abrégé UZ For) est une étoile variable de la constellation australe du Fourneau.
Il s'agit d'une binaire à éclipses analogue à AM Herculis, c'est-à-dire une variable cataclysmique dite magnétique (ou polaire). Elle est composée d'une naine blanche — notée A ou a — et d'une étoile de faible masse — notée B ou b — en orbite autour de leur barycentre commun.
La binaire, envisagée globalement, est l'objet primaire d'un système planétaire dont les deux objets secondaires connus sont deux planètes circumbinaires confirmées — notée (AB) b ou (ab) c pour la première et (AB) c ou (ab) d pour la seconde.

## Découvertes
UZ Fornacis a été découverte en 1987 par Julian P. Osborne, Paolo Giommi, Lorella Angelini, Gianpierro Tagliaferri et Luigi Stella, grâce à EXOSAT, un télescope spatial de l'Agence spatiale européenne. Sa découverte a été annoncée le 13 novembre 1987 par une circulaire de l'Union astronomique internationale.
L'existence d'un premier — et unique — objet substellaire circumbinaire — une naine brune ou une planète géante de type super-Jupiter — a été suggérée en 2010 par Zhibin Dai et al.. Celle non pas d'un mais de deux objets substellaires circumbinaires — deux planètes géantes de masses minimales respectives de 6,3 (±1,5) et 7,7 (±1,2) masses joviennes — a été proposée l'année suivante par Stephen B. Potter et al.. Elle a été contestée par Jonathan Horner et al. en 2013. Elle a été confirmée par la NASA le 14 janvier 2014.